# Irlandzka odmiana języka angielskiego
Irlandzka odmiana języka angielskiego (ang. Hiberno-English, Irish English) – dialekt języka angielskiego używany na terenie Irlandii. Dialekt dubliński wykazuje wiele różnic w stosunku do pozostałych narzeczy irlandzkich.

## Historia
Język angielski po raz pierwszy pojawił się na wyspie w XII w., podczas najazdu Normanów, którzy posługiwali się również językiem francuskim. Przez dłuższy czas jego zasięg ograniczony był do stosunkowo nielicznej klasy panującej i księży, aktywnych na polu oświaty. Jeszcze w pierwszej połowie XIX w. niemal połowa ludności Irlandii posługiwała się językiem irlandzkim, który w dużym stopniu wpłynął na język angielski używany w tym kraju.

## Charakterystyka

### Wymowa
- Głoska /r/ jest wymawiana po samogłoskach, z wyjątkiem kilku miejscowości na wschodnim wybrzeżu. W Dublinie wymawiany jest wariant retrofleksywny [ɻ] (podobnie jak w angielszczyźnie amerykańskiej), co jest zjawiskiem nowym.
- /t/, o ile nie występuje w nagłosie, zazwyczaj wymawiane jest jako spółgłoska bezdźwięczna szczelinowa [θ̠].
- Zachowane jest rozróżnienie między „w” /w/ i „wh” /hw/, zobacz: Wine–whine merger.
- Zachowane jest rozróżnienie między /ɑ/ i /oː/ w horse i hoarse (z wyjątkiem Dublina).
- Bywa zachowane rozróżnienie między [ɛɹ]-[ɪɹ]-[ʌɹ] w wyrazach herd-bird-curd.
- /l/ nie jest welaryzowane (tzw. „ciemne l”), z wyjątkiem południowego Dublina.
- Dyftongi np. w wyrazach boat i cane mogą być wymawiane jako zwykłe samogłoski: [boːt], i [keːn].
- /aɪ/ w wyrazie „night” może brzmieć [əɪ]
- /ɔɪ/ w wyrazie „boy” w niektórych miastach (np. Cork) wymawiane jest jako [aɪ]
- Niekiedy nie ma rozróżnienia między [ʌ] w putt i [ʊ] w put (w obu przypadkach wymawiane jest [ʊ]
- Czasami litery ea wymawiane w Received Pronunciation jako [iː] w irlandzkim wariancie wymawiane są jak [eː], np. meat, beat.
- W wyrazach typu took gdzie „oo” zazwyczaj wymawiane jest jako /ʊ/, niekiedy słyszy się /uː/.
- /eɪ/ często przechodzi w /ɛ/ w wyrazach gave i came (wymawiane jak „gev” i „kem”)
- /dj/ przechodzi w /dʒ/, np. dew/due, duke i duty brzmią jak „Jew”, „jook” i „jooty”.
- /tj/ przechodzi w /tʃ/, np. tube wymawia się jako „choob”, tune jako „choon”
- /nj/ przechodzi w /n/, np. new wymawia się jako „noo”

### Gramatyka
Składnia języka irlandzkiego w pewnym stopniu wywiera wpływ na język angielski używany na wyspie. Na przykład w języku irlandzkim nie ma słów „tak” i „nie” używanych jako odpowiedź na pytanie. Również posługując się angielskim, Irlandczyk raczej powtórzy czasownik:
- „Are you coming home soon?” „I am.”
- „Is your mobile charged?” „It's not.”

Także użycie przedimków jest nieco odmienne niż w innych odmianach języka angielskiego (w języku irlandzkim nie ma przedimka nieokreślonego). Typowe zwroty:
- „She had the flu so he brought her to the hospital.”
- „She came home for the Christmas.”

Poza dużymi miastami można zauważyć stosowanie składni irlandzkiej również w języku angielskim
- „He does be working every day.”
- „They do be talking on their mobiles a lot.”
- „He does be doing a lot of work at school.”
- „It's him I do be thinking of.”

Język irlandzki nie posiada czasu zaprzeszłego (Past Perfect). Zamiast niego stosuje się konstrukcję „after + -ing” określaną jako „after perfect”. Idiomem zastępującym „I had done X when I did Y” jest „I was after doing X when I did Y”.
- „Why did you hit him?” „He was after giving me cheek.”

Podobna konstrukcja tzw. „hot news perfect” jest stosowana do opisu niedawnych zdarzeń:
- „I'm after hitting him with the car!” Táim tar éis é a bhualadh leis an gcarr!
- „She's after losing five stone in five weeks!”

W przypadku mniej emocjonujących czynności stosuje się inną konstrukcję perfektywną:
- „I have the car fixed.” Tá an carr deisithe agam.
- „I have my breakfast eaten.” Tá mo bhricfeasta ite agam.

W irlandzkiej angielszczyźnie istnieje rozróżnienie liczby zaimka osobowego w drugiej osobie liczby mnogiej (ye lub rzadziej youse)
- „Did ye all go to see it?”
- „None of youse have a clue!”
- „Are ye not finished yet?”

Także zaimek dzierżawczy ma dwie formy: your (l. poj.) i yezzer (l. mn.)
- „Would youse ever get yezzer shoes on?”
- „Take yezzer coats in case it rains.”

Niekiedy jednakże yezzer jest używany w liczbie pojedynczej, jako alternatywa dla ye:
- „Are yezzer ready?”
- „I saw yezzer down the park last week.”

Angielskie question tags zastępowane są często przez 'no?' albo 'yeah?':
- „He isn't coming today, no?” Níl sé ag teacht inniu, nach bhfuil?
- „The bank's closed now, yeah?” Tá an banc dúnta anois, an bhfuil?

### Słownictwo
Przykłady specyficznych wyrażeń używanych w Irlandii:
- Amadán – kretyn
- Beoir – atrakcyjna kobieta[7][8][9]
- Bogman – wieśniak
- Bold – niegrzeczny
- Boot – nieatrakcyjna kobieta
- Bucklepper – zarozumiały osobnik[10]
- Cat – okropny (prawdopodobnie od „catastrophic”) „The weather is cat isn't it?”
- Craic – dobra zabawa[11][12]
- Culchie – wieśniak (wyrażenie używane w Dublinie wobec ludzi pochodzących z prowincji, ale nigdy wobec cudzoziemców)
- Dingen – bardzo dobry (z gaelickiego daingean „porządny”)
- Gas – wesoły np. „He's a gas man, isn't he?”